# Q-metr

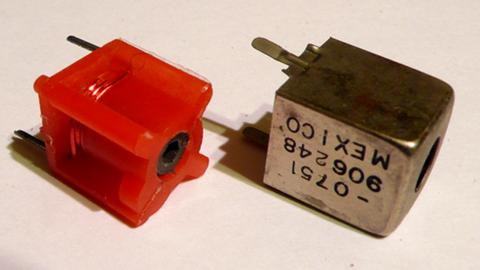
Obr. 1: Cívka s krytem

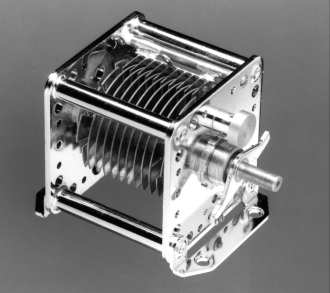
Obr. 2: Ladicí kondenzátor

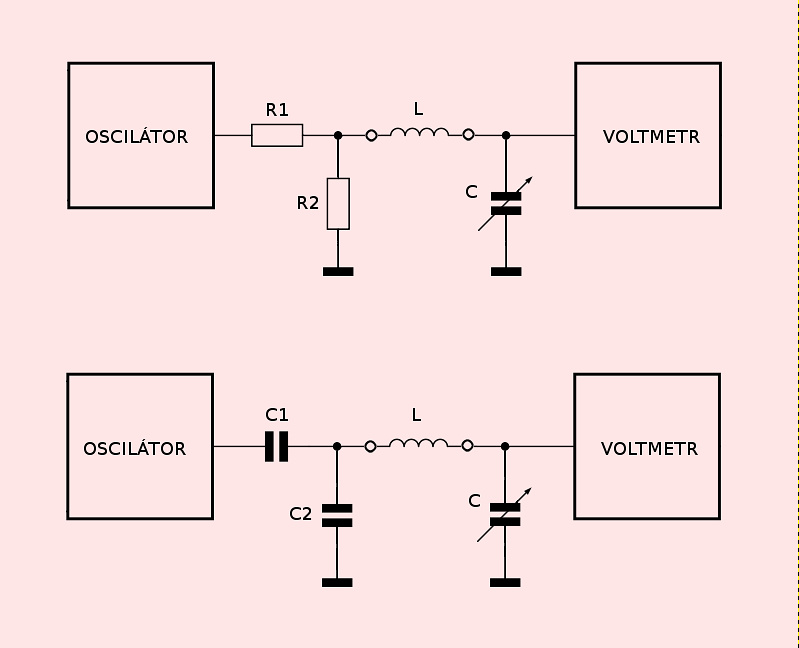
Obr. 3: Druhy vazby

Q-metr (angl. Q meter) je elektronický měřicí přístroj, určený především na měření činitele jakosti cívek. 

## Princip činnosti
Q-metr obsahuje oscilátor, ladicí kondenzátor s malými ztrátami (obvykle vzduchový) a voltmetr, schopný měřit s požadovanou přesností střídavé napětí v celém frekvenčním rozsahu Q-metru. Připojením testované cívky k ladicímu kondenzátoru Q-metru vznikne kmitavý obvod.
Pro měření jakosti cívek se používají různé metody. Nejpoužívanější je rezonanční metoda, založená na měření zvýšení napětí na kmitavém obvodu při rezonanci. Činitel jakosti cívky je definován následujícím vztahem:
{\displaystyle Q={\frac {\omega L}{R}},}
kde ω značí úhlovou frekvenci, L je indukčnost cívky a R je ztrátový odpor cívky pro sériové náhradní zapojení.
Měřicí obvod Q-metru může být buď sériový nebo paralelní. První případ předpokládá velmi nízkou výstupní impedanci oscilátoru. Oscilátor lze na kmitavý obvod navázat odporovým nebo kapacitním děličem (obr. 3), popř. transformátorovou vazbou. Paralelní měřicí obvod bývá připojen k oscilátoru vazebním kondenzátorem s vhodnou kapacitou.
Voltmetr Q-metru musí mít vysokou vstupní impedanci, aby nezatěžoval měřený obvod. Stupnice voltmetrů u továrně vyrobených Q-metrů obvykle ukazuje přímo činitel jakosti.  
Jiná metoda měření jakosti cívek, někdy nazývaná rozlaďovací metoda, je vhodná v případě, kdy není k dispozici Q-metr. Používá se při ní přeladitelný oscilátor a voltmetr či osciloskop. Voltmetr, popř. osciloskop musí zvládnout měření napětí na žádané frekvenci (často jde o vysoké frekvence). Metoda vychází ze skutečnosti, že u LC obvodu závisí šířka pásma propustnosti B na jakosti Q podle vztahu:
{\displaystyle Q={\frac {f}{B}}.}
Při měření jakosti se oscilátor naladí na rezonanční frekvenci f. Na voltmetru se odečte napětí odpovídající rezonanční frekvenci. Pak se sníží frekvence tak, aby napětí pokleslo na 0,707 hodnoty při rezonanci (frekvence f1). Potom se zvýší frekvence oscilátoru nad rezonanční frekvenci tak, aby napětí opět pokleslo na 0,707 hodnoty při rezonanci (frekvence f2). Jakost se vypočítá jako podíl rezonanční frekvence a rozdílu druhé a první hodnoty frekvence:
{\displaystyle Q={\frac {f}{f_{2}-f_{1}}}.}
Digitální Q-metr pracuje na principu měření klesající amplitudy kmitů na tlumeném měřicím obvodu. Jakost cívky lze určit i měřením klesající amplitudy tlumených kmitů osciloskopem. 

## Příklad zapojení
Schéma zapojení jednoduchého Q-metru s pevně naladěným oscilátorem je na obr. 4. Q-metr pracuje na principu měření velikosti nakmitaného napětí na paralelním LC obvodu. Frekvenci oscilátoru určuje krystal v bázi tranzistoru T. Pracovní bod tranzistoru nastavuje rezistor R1.

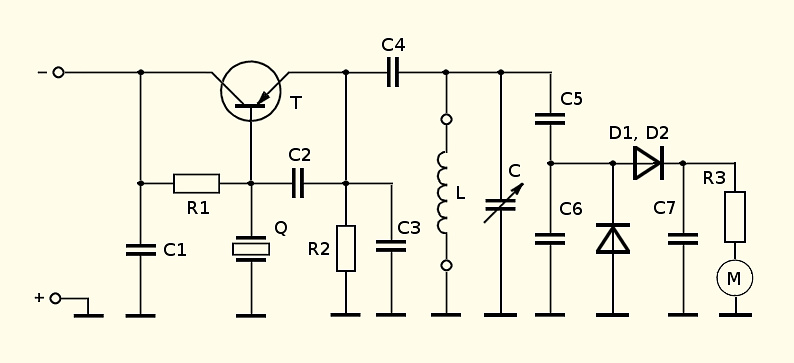
Obr. 3: Příklad zapojení velmi jednoduchého Q-metru pro amatérské účely

Kmitavý obvod, tvořený měřenou cívkou L a ladicím kondenzátorem C, je připojen k oscilátoru vazebním kondenzátorem C4. Kapacitní dělič C5 a C6 zajišťuje přizpůsobení obvodů jednoduchého voltmetru ke kmitavému obvodu. Voltmetr má diodový usměrňovač (diody D1, D2) a hodnota napětí se odečítá na stupnici měřidla. Uvedený přístroj je kvůli své jednoduchosti vhodný pouze pro orientační měření.